# Flassans-sur-Issole
 Flassans-sur-Issole  es una población y comuna francesa, que se encuentra en la región de Provenza-Alpes-Costa Azul, departamento de Var, en el distrito de Brignoles y cantón de Besse-sur-Issole.

## Demografía
| 891 | 962 | 905 | 1040 | 1501 | 1934 |
| Para los censos de 1962 a 1999 la población legal corresponde a la población sin duplicidades (Fuente: INSEE [Consultar]) |     |     |      |      |      |